# Antrodiaetus hageni
Antrodiaetus hageni es una especie de araña del género Antrodiaetus, familia Antrodiaetidae. Fue descrita científicamente por Chamberlin en 1917.
Se distribuye por Canadá y los Estados Unidos. La especie se mantiene activa durante los meses de abril, mayo, julio, septiembre, octubre y noviembre.